# Kage
Kage er en spise, der typisk er sød og bagt. Generelt er kager en blanding af mel, sukker (eller andet sødemiddel), æg, hævemiddel og smør/margarine. Herefter skal der tilføjes forskellige smagsvarianter, hvilket kan være bestemt af en væske (f.eks. mælk, vand eller juice) eller en form for frugt. Dette blandes sammen og bliver derefter bagt.
Der bliver spist kage til festlige begivenheder eller sammenkomster. Dette kunne f.eks. være, at når man har inviteret gæster på besøg, får man et stykke kage til kaffen. Til fester bliver kagen typisk serveret som dessert, hvilket traditionelt sker ved bryllupper og fødselsdage og andre selskaber.
Forskellen mellem en kage og en småkage er, at kagen er mere luftig end småkagen. Desuden er småkagen også mindre end kagen, hvilket er grunden til navnet. Alternative eksempler på kager er æbleskiver, pandekager og lagkager.

## Galleri
- Traditionel indonesisk kage
- Nøddetærte
- Den britiske kage Spotted dick

- Wikimedia Commons har flere filer relateret til Kage